# Crescent

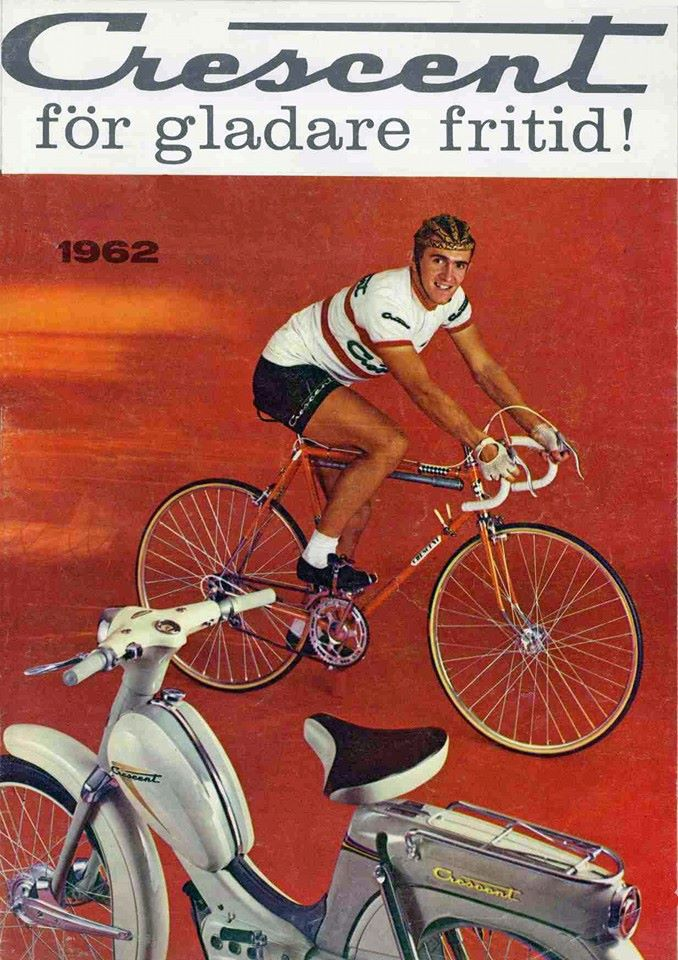
Reklam för Crescent 1962

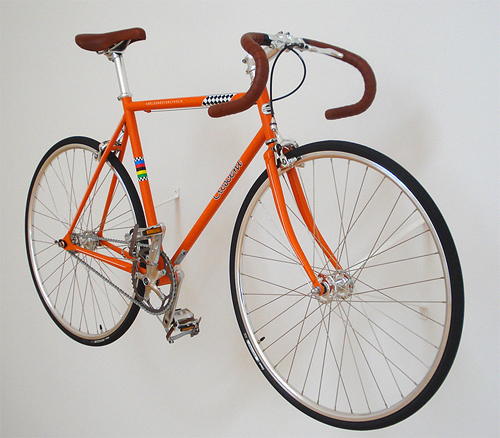
Crescent världsmästarcykel, lackerad i "crescentorange", 2011

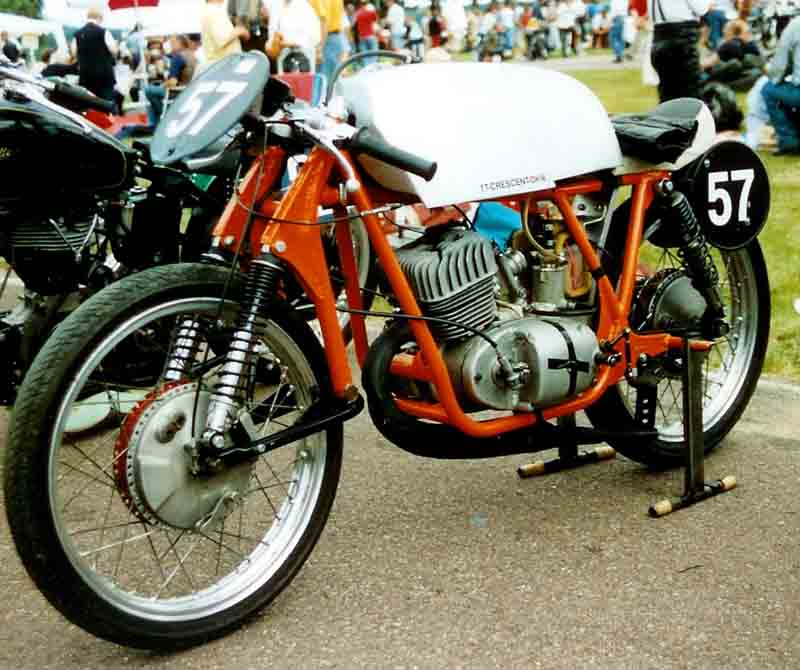
Crescent 125 cc Racer, 1957

Crescent [krɛɧɛnt] är ett svenskt varumärke för fordon av olika slag. Det var från början ett amerikanskt cykelmärke, som tillverkades av Western Wheel Works i Chicago och importerades av Aktiebolaget Amerikansk Cycle Import, Eli Pettersson & August Lindblad i Stockholm från 1897. Idag ägs varumärket Crescent av Cycleurope.

## Historik
Omkring år 1908 började cyklarna tillverkas även i Sverige och Amerikansk Cycle Import ändrade med Eli Petterssons avgång ur firman namn till Velocipedaktiebolaget Aug. Lindblad. Framgångarna för märket Crescent i diverse små och stora tävlingar lade grunden till en större popularitet. Bland de större tävlingarna med goda resultat på en Crescent kan nämnas Mälaren runt och sexdagarsloppet. 
År 1931 sammanslogs företaget Velocipedaktiebolaget August Lindblad med AB Nymans Verkstäder i Uppsala (mest känt för cykelmärket Hermes), varvid tillverkningen i Stockholm lades ned och flyttades till Uppsala. År 1933 övertog AB Nymans Verkstäder även Östergötlands Velocipedfabrik AB i Linköping (känt för märket Vega) och 1939 Wiklunds Velocipedfabrik i Stockholm (märket Nordstjernan). 
År 1947 ändrade företaget namn till Nymanbolagen och det populära cykelmärket Crescent blev med tiden dess huvudmärke då den viktiga tävlingsverksamheten koncentrerades till detta märke. Efter att VM-guldet erövrades av Harry Snell 1948 såldes Crescentcykeln som "Världsmästarcykeln" under flera decennier därpå. Harry Snell var för övrigt den andre svensk att ta guld, efter Gunnar Skölds segerlopp på en Fram 1921. 
År 1960 gick Nymanbolagen samman med Cykelfabriken Monark i Varberg. Det gemensamma namnet blev efter ett par år Monark Crescent AB eller MCB. Efter en affärsöverenskommelse med Husqvarna övertogs cykel- och mopedtillverkningen därifrån 1961. En vikande svensk marknad för cyklar gjorde att Monark ville minska kostnaderna inom koncernen och via ett sektioneringsavtal med Husqvarna samlades cykelproduktionen i Varberg. Cykelproduktionen i Uppsalafabriken upphörde 12 mars 1963. Sedermera övertogs under 1980-talet även cykelfabriken AB Ch. Kroon i Vansbro av MCB. 
Den ökande importen från de europeiska länderna och senare de asiatiska länderna blev så småningom övermäktig även för Varbergsfabriken, som numera tillsammans med bland annat Bianchi ingår i Salvatore Grimaldis nybildade Cycleurope. Utveckling, lackering och montering sköts fortfarande i Varberg. MCB:s samlade arbetsstyrka, som i runda tal uppgick till 2 000 anställda, har reducerats till cirka 100 montörer. De båda märkena Monark och Crescent finns kvar.

## Mopeder och barnvagnar

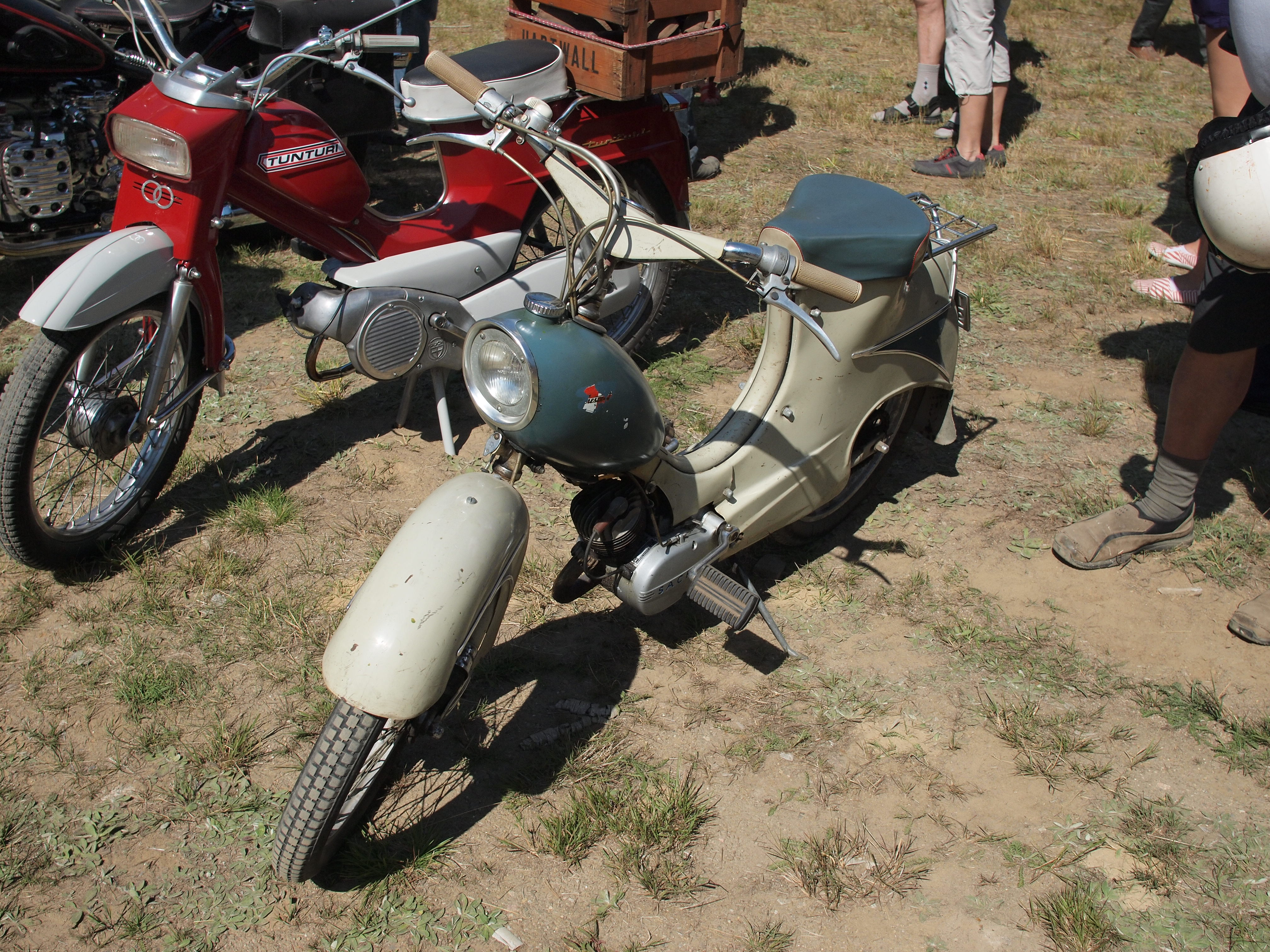
Crescent 2000-moped från 1958.

Mopedtillverkning startades av de båda bolagen sedan en lagändring godkänt att "cykel med påhängsmotor” fick framföras från och med den 1 juli 1952. Redan 1961 ökades motoreffekten från 0,8 till 1,0 hk och det blev tillåtet att använda kickstart och fotpinnar. Crescent 2000 och Crescent Compact är två av flera välkända modeller. Den trehjuliga transportmopeden (flakmopeden) är en av Nymanbolagens mest omtyckta produkter. Tillverkningen av denna överfördes först till Monark i Varberg, men är sedan 1994/1995 överlämnad till Norsjö Mekaniska i Forshaga.
Med start under våren 2007 lanserades ett nytt produktsegment för Crescent: barnvagnar och babytillbehör. Företaget Elite Group Sverige AB designar, producerar, marknadsför och distribuerar Crescent barnvagnar under licens från Cycleurope. 
Det från början amerikanska cykelmärket Crescent har alltså genom åren förekommit på cyklar, mopeder, element, motorcyklar, gräsklippare, trädgårdstraktorer, jordfräsar, båtmotorer, båtar, snöskotrar, radioapparater, samt sedan 2007 på barnvagnar och babytillbehör.

## Båtar
Crescent har även tillverkat båtar sedan 1957. Detta har gjorts i ett samarbete med Monark, där det gemensamma namnet är Cremo, dock marknadsförs båtarna under namnet Crescent Boats.